# Proloboderus
Proloboderus là một chi bọ cánh cứng trong họ 
Elateridae.
Chi này được miêu tả khoa học năm 1912 bởi Fleutiaux.

## Các loài
Chi này có các loài:
- Proloboderus crassipes Fleutiaux, 1912